# Ульяни-над-Житавою
Ульяни-над-Житавою (словац. Úľany nad Žitavou) — село, громада округу Нове Замки, Нітранський край. Кадастрова площа громади — 8.4 км².
Населення 1284 особи (станом на 31 грудня 2019 року).

## Історія
Ульяни-над-Житавою згадуються 1075 року.

## Населення
| Рік:            | 1994. | 2004.   | 2014.   | 2024.   |
| --------------- | ----- | ------- | ------- | ------- |
| Кількість осіб: | 1522  | 1542    | 1518    | 1548    |
| Різниця:        |       | +1,31 % | -1,55 % | +1,97 % |

| Рік:            | 2023. | 2024.   |
| --------------- | ----- | ------- |
| Кількість осіб: | 1538  | 1548    |
| Різниця:        |       | +0,65 % |